# Mariachi Plaza
Mariachi Plaza to podziemna stacja złotej linii metra w Los Angeles w dzielnicy Boyle Heights na wschód od śródmieścia Los Angeles. Stacja została oddana do eksploatacji w roku 2009 na nowym odcinku złotej linii znanym jako Gold Line Eastside Extension. Jest jedną z dwóch podziemnych stacji na tym odcinku.

## Godziny kursowania
Tramwaje złotej linii kursuja codziennie w godzinach od 5.00 do 0.15.

## Opis stacji
Stacja Mariachi Plaza znajduje się pod placem o tej samej nazwie gdzie krzyżują się East 1st Street z Boyle Avenue. Stacja położona jest w zachodniej części Boyle Heights, w pobliżu Parku Hollenbecka i szpitala White Memorial Medical Center. Stacja jest dwupoziomowa: na pierwszym poziomie znajdują się bramki wejściowe i biletomaty, na drugim platforma i tory. Przy wejściu na stację znajduje się rzeźba Alejandro De La Loza "El Niño Perdido".

## Połączenia autobusowe
- Metro Local:30, 620